# ليلى شهيد
ليلى منيب شهيد هي سياسية فلسطينية مندوبة فلسطين لدى الاتحاد الأوروبي ولدت في 13 يوليو 1949 في بيروت. كانت قد شغلت قبل ذلك منصب مندوبة فلسطين في باريس لمدة 12 سنة.
والدها الدكتور منيب شهيد أُستاذ الطب في الجامعة الأمريكية ووالدتها سيرين جمال الحسيني من عائلة الحسيني التي تعتبر من أكبر العائلات الفلسطينية. درست علم الإنسان وعلم النفس في الجامعة الأمريكية ببيروت. في سنة 1978 تزوجت من الكاتب المغربي محمد برادة واستقرت في المغرب. مثلت حركة تحرير فلسطين في أيرلندا ومن ثم عملت كمديرة المكتب الإعلامي للمنظمة في لاهاي وشغلت في نفس الوقت منصب مندوبة فلسطين في هولندا والدانمارك. بين 1993 و 2005 عملت كمندوبة لفلسطين في فرنسا وحلت محلها هند خوري. زارت لأول مرة الأراضي الفلسطينية المحتلة سنة 1994.